# امامزاده بابا نجم
امامزاده بابا نجم مربوط به دوره صفوی است و در شهرستان فیروزآباد، بخش مرکزی، روستای بابانجم واقع شده و این اثر در تاریخ ۲۳ بهمن ۱۳۸۰ با شمارهٔ ثبت ۴۷۳۶ به‌عنوان یکی از آثار ملی ایران به ثبت رسیده است.
تاسیسات گازی آغار از میدان گازی آغار دالان در مجاورت این روستا میباشد  